# Museum van Deir ez-Zor
Het Museum van Deir ez-Zor (Arabisch:متحف دير الزور) is een archeologisch museum in Deir ez-Zor, gewijd aan de geschiedenis van Noordoost-Syrië, een gebied dat ook wel bekendstaat als de Jezirah of Noord-Mesopotamië.

## Oprichting en ontwikkeling
Het museum staat in Deir ez-Zor, de hoofdstad van het gelijknamige gouvernement. Het werd opgericht in 1974 en was in eerste instantie in een winkelcentrum gehuisvest. Tussen 1983 en 1996 was het museum gehuisvest in een oud gerechtsgebouw uit 1930. In 1996 verhuisde het museum naar zijn huidige onderkomen, dat speciaal voor het museum ontworpen was. De bouw van het nieuwe museum was een Duits-Syrische samenwerking. Het oppervlak van de tentoonstellingsruimtes beslaat 1600 m2, gegroepeerd rondom een binnenplaats.

## Collectie en tentoonstelling
Bij de oprichting van het museum in 1974 bestond de collectie uit 140 objecten die door het Nationaal Museum van Damascus en het Nationaal Museum van Aleppo gedoneerd waren. Tegenwoordig bevat de collectie 25.000 objecten, waaronder de meerderheid van de kleitabletten van Mari. In het museum liggen ook veel vondsten uit de talrijke internationale opgravingen in de Khabur-driehoek, waaronder Tell Beydar, Tell Brak, Tell Leilan en Tell Mozan. Ook vondsten uit de Eufraat-vallei ten zuidoosten van Deir ez-Zor liggen in het museum; bijvoorbeeld uit Dura Europos, dat eens een grensstad van het Romeinse Rijk was.
De tentoonstelling is chronologisch georganiseerd rond 5 thema's: de prehistorie, oud Syrië (late 4e tot 1e millennium v.Chr.), de klassieke periode, de islamitische periode en etnografie. Er zijn levensgrote reconstructies te zien van gebouwen uit verschillende periodes, waaronder een huis uit de PPNB-vindplaats Bouqras in de Eufraat-vallei, een Bronstijd-stadspoort uit Tell Bderi aan de Khabur, de zuidelijke muur met wandschilderingen van het Palmenhof van Zimri-Lim's paleis in Mari, en de poort van Qasr al-Chair al-Sharqi.

## Syrische burgeroorlog
In 2015 heeft het Syrische leger de collectie naar verluidt uit het museum weggehaald, om haar uit de handen van het naar Deir ez-Zor oprukkende IS te houden.